# Sreenidi Deccan FC
El Sreenidi Deccan FC es un equipo de fútbol de la India que juega en la I-League, la segunda división nacional.

## Historia
Fue fundado el 1 de enero de 2015 en la ciudad de Hyderabad, India con el nombre Sreenidhi FC inicialmente como academia de fútbol. Fue hasta junio de 2019 que recibió la acreditación por parte de la AIFF y con ello inició su participación en las categorías U13, U15 y U18.
El 5 de junio de 2020 la AIFF envió una invitación para que los nuevos equipos se unieran a la I-League, y el 12 de agosto el Sreenidi Deccan aseguró los derechos para jugar en la I-League en la temporada 2021/22. El Sreenidi Deccan Football Club sería inscrito oficialmente el 7 de julio de 2021 en Visakhapatnam por el ministro de deportes del estado Muttamsetti Srinivasa Rao. En 2021 participan por primera vez en la IFA Shield donde avanzaron hasta la final donde perderían ante el Real Kashmir por 1-2.
El club inició su temporada de liga el 27 de diciembre ante el NEROCA perdiendo 2-3. En el siguiente partido vencieron al TRAU por 3–1 con goles del colombiano David Castañeda, y el siguiente partido lo perdieron 1-3 ante el Mohammedan. Luego de terminar en cuarto lugar con seis victorias en 12 partidos, lograron la clasificación a la ronda de campeonato. donde terminaron en tercer lugar con 32 puntos en 18 partidos, donde vencieron en la última jornada al Churchill Brothers el 14 de mayo. A finales de noviembre el club participó en la Baji Rout Cup en Odisha donde alcanzó las semifinales.
En agosto de 2022 contrataron al portugués Carlos Vaz Pinto como entrenador. El club retuvo al delantero colombiano David Castañeda. En la temporada 2022/23 el Sreenidi Deccan finalizó en segundo lugar. Luego de ganar los partidos de clasificación llegaron a la Indian Super Cup de 2023, donde en su primer partido empataron 1–1 ante el Bengaluru. El club sería eliminado por el Kerala Blasters por 0-2. Perderían su último partido del torneo ante el RoundGlass Punjab por 0-1 y quedaron eliminados.
El 29 de octubre de 2023 el Sreenidi Deccan hizo un acuerdo de cooperación con el gigante de Portugal S.L. Benfica; primero enfocados en resistencia y condiciones, nutrición y sicología, además del desarrollo de los jugadores el la academia. En el primer partido de la temporada 2023–24 vencieron al NEROCA por 4–0.

## Entrenadores
- Fernando Varela (2021-2022)
- Carlos Vaz Pinto (2022-)

## Clubes afiliados
- S.L. Benfica (2023–presente)[32][33]